# Énergie solaire en Roumanie
L'énergie solaire en Roumanie a connu un démarrage foudroyant en 2013, passant en 2 ans de 0,01 % à 2,76 % de l'électricité consommée par la pays. Mais cet essor ne s'est pas poursuivi : en 2021, sa part est revenue au même niveau : 2,76 % ; en 2022, elle est remontée à 3,6 %. En 2023 et 2024, elle a connu une forte croissance. L'AIE estime la pénétration théorique du solaire photovoltaïque roumain à 12,7 % de la production totale d'électricité du pays fin 2024.
La Roumanie se classe en 2024 au 16e rang des producteurs photovoltaïques de l'Union européenne (UE). La puissance installée du parc photovoltaïque roumain est au 13e rang européen, mais la puissance installée par habitant en Roumanie est inférieure de 64 % à la moyenne de l'Union européenne.
La Roumanie a été un acteur majeur de l'industrie de l'énergie solaire à ses débuts, installant dans les années 1970 et 1980 environ 800 000 m2 de panneaux solaires de mauvaise qualité, ce qui a placé le pays au troisième rang mondial pour la superficie totale des cellules photovoltaïques.

## Potentiel solaire

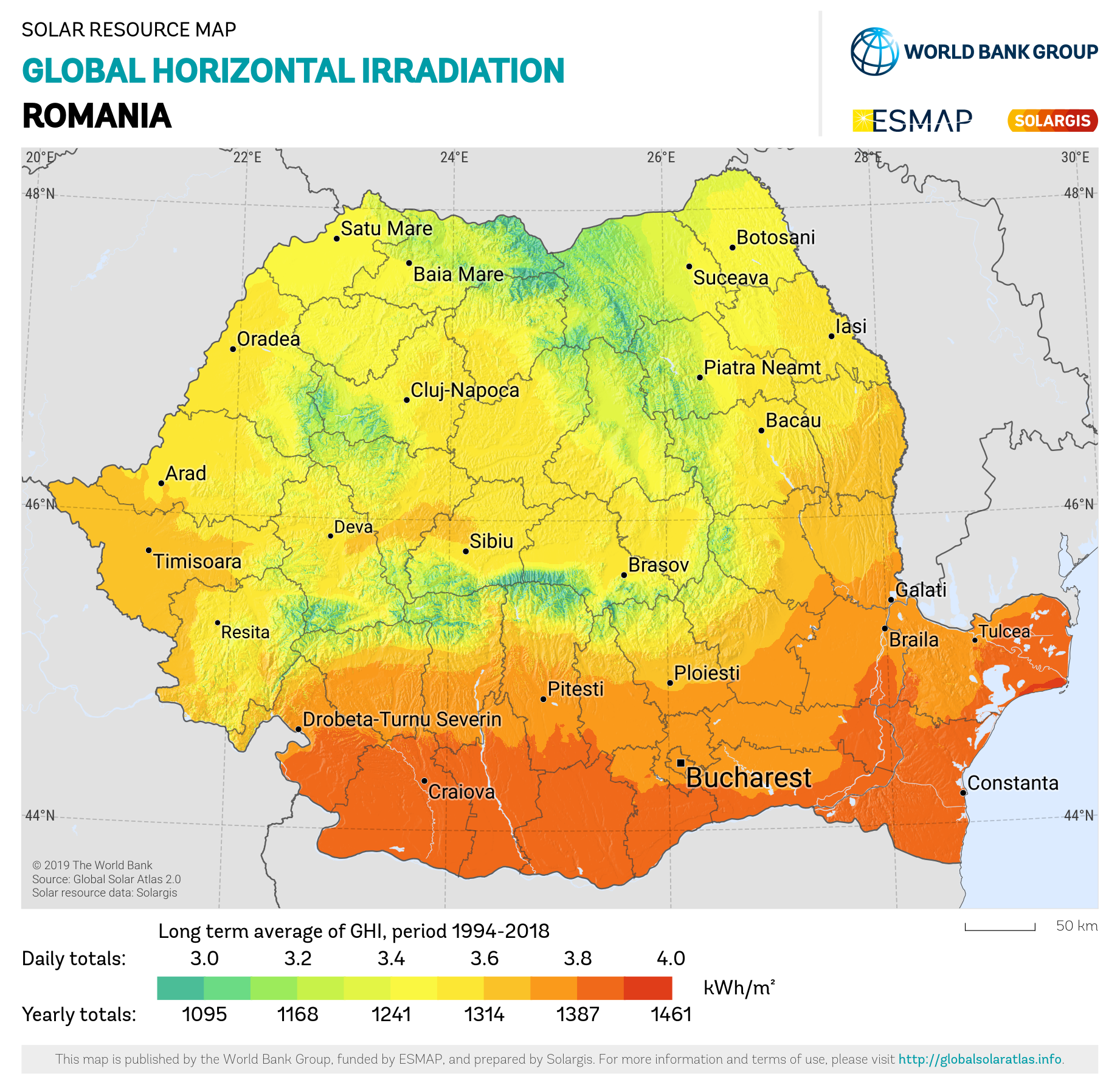
Insolation solaire en Roumanie.

La Roumanie est située dans une zone avec un bon potentiel solaire de 210 jours ensoleillés par an et avec un flux d'énergie solaire annuel compris entre 1 000 kWh/m2 /an et 1 300 kWh/m2/an. De ce montant total environ 600 à 800 kWh/m 2/an est techniquement exploitable. Les régions solaires les plus importantes de la Roumanie sont la côte de la mer Noire, la Dobroudja du Nord et l'Olténie avec une moyenne de 1 600 kWh/m2/an.

## Puissance photovoltaïque installée et production annuelle
Selon EurObserv'ER, la Roumanie a produit 3 408 GWh en 2024, en progression de 53 %, soit 1,15 % de la production de l'Union européenne (UE), au 16e rang des producteurs photovoltaïques de l'UE, loin derrière l'Allemagne (25,0 %), l'Espagne (18,1 %), l'Italie (12,1 %), la France (8,2 %), les Pays-Bas (7,3 %), la Pologne (5,1 %) et la Grèce (3,4 %).
En 2024, la Roumanie a installé 1 700 MWc, soit 2,8 % du total de l'UE, loin derrière l'Allemagne (24,2 %), l'Espagne (13,1 %), l'Italie (10,8 %), la France (8,4 %), la Pologne (7,3 %), les Pays-Bas (5,2 %) et la Grèce (4,3 %). La puissance installée du parc photovoltaïque roumain atteint 4 688 MWc, en progression de 57 % en un an, soit 1,5 % du total de l'UE, au 13e rang européen, loin derrière l'Allemagne (89 130 MWc, 29,1 %), l'Espagne (37 438 MWc, 12,2 %), l'Italie (35 819 MWc, 11,7 %), la France (24 878 MWc, 8,1 %), les Pays-Bas (23 904 MWc, 7,9 %) et la Pologne (20 945 MWc, 6,6 %). La puissance installée par habitant en Roumanie atteignait 245,9 Wc fin 2024, inférieure de 64 % à la moyenne de l'Union européenne (682 Wc), loin derrière les Pays-Bas (1 357,6 Wc), l'Allemagne (1 068 Wc) et l'Autriche (941,2 Wc), et même derrière la France (363,4 Wc).
L'AIE estime la pénétration théorique du solaire photovoltaïque roumain à 12,7 % de la production totale d'électricité du pays fin 2024 (moyenne de l'Union européenne : 14,0 %) ; cette estimation est basée sur la puissance installée au 31/12/2024, donc supérieure à la production réelle de l'année ; cet indicateur de pénétration du solaire place le pays au 20e rang mondial, loin derrière la Grèce (27,9 %), les Pays-Bas (25,5 %), l'Espagne (24,0 %), la Hongrie (20,6 %), le Chili, l'Australie, l'Allemagne (19,8 %), mais devant la France (7,3 %).
Le solaire photovoltaïque a contribué pour 1 988 GWh à la production d'électricité du pays en 2022, soit 3,6 % de la production totale et 3,8 % de la consommation brute d'électricité.
| Année                  | Puissance cumulée (MWc) | Puissance ajoutée (MWc) | Production (GWh) | Part dans l'électricité consommée |
| ---------------------- | ----------------------- | ----------------------- | ---------------- | --------------------------------- |
| 2012                   | 51                      | 47                      | 8                | 0,01 %                            |
| 2013                   | 1 151                   | 1 100                   | 420              | 0,74 %                            |
| 2014                   | 1 219                   | 69                      | 1 616            | 2,76 %                            |
| 2015                   | 1 302                   | 83                      | 1 982            | 3,33 %                            |
| 2016                   | 1 372                   | 70                      | 1 820            | 3,03 %                            |
| 2017                   | 1 374                   | 2                       | 1 855            | 3,02 %                            |
| 2018                   | 1 377                   | 2,9                     | 1 771            | 2,84 %                            |
| 2019                   |                         |                         | 1 777            | 2,91 %                            |
| 2020                   |                         |                         | 1 733            | 2,95 %                            |
| 2021                   |                         |                         | 1 703            | 2,76 %                            |
| 2022                   | 1 809                   |                         | 1 988            | 3,6 %                             |
| 2023                   | 2 988                   | 108                     | 2 227            |                                   |
| 2024                   | 4 688                   | 1 700                   | 3 408            |                                   |
| Source : EurObserv'ER, |                         |                         |                  |                                   |

Selon EurObserv'ER, la Roumanie a produit 1 861 GWh en 2023, en recul de 6,4 %, soit 0,8 % de la production de l'Union européenne (UE), au 16e rang des producteurs photovoltaïques de l'UE, loin derrière l'Allemagne (25,1 %), l'Espagne (17,6 %), l'Italie (12,6 %), la France (9,5 %), les Pays-Bas (8,7 %), la Pologne (4,7 %) et la Grèce (3,4 %).
En 2023, la Roumanie a installé 108 MWc, soit 0,2 % du total de l'UE, loin derrière l'Allemagne (27,5 %), l'Espagne (13,7 %), l'Italie (9,9 %), la Pologne (9,2 %), les Pays-Bas (8,1 %) et la France (6 %). La puissance installée du parc photovoltaïque roumain atteint 1 917 MWc, en progression de 6 % en un an, soit 0,7 % du total de l'UE, au 16e rang européen, loin derrière l'Allemagne (32 %), l'Espagne (11,9 %), l'Italie (11,8 %), les Pays-Bas (9,3 %), la France (8 %) et la Pologne (6,6 %). La puissance installée par habitant en Roumanie atteignait 100,6 Wc fin 2023, inférieure de 82 % à la moyenne de l'Union européenne (572,5 Wc), à l'avant-dernier rang de l'UE, loin derrière les Pays-Bas (1 342,1 Wc), l'Allemagne (974,3 Wc) et l'Espagne (636,6 Wc), et même derrière la France (300,7 Wc).
La production photovoltaïque de la Roumanie en 2018, en progression de 0,2 %, se situe au 10e rang européen avec 1,5 % du total européen, loin derrière l'Allemagne (37,7 %), l'Italie (18,5 %), le Royaume-Uni (10,6 %), la France (8,3 %) et l'Espagne (6,4 %). En 2018, les nouvelles installations ont été de 2,9 MWc, portant la puissance installée du parc solaire roumain à 1 377 MWc, au 11e rang européen. La puissance installée par habitant est de 70,5 Wc, soit 31,5 % de la moyenne de l'Union européenne (223,6 Wc).
La Roumanie a été un acteur majeur de l'industrie de l'énergie solaire, installant dans les années 1970 et 1980 environ 800 000 m2 de panneaux solaires de mauvaise qualité, ce qui a placé le pays au troisième rang mondial pour la superficie totale des cellules photovoltaïques.

## Principaux parcs solaires

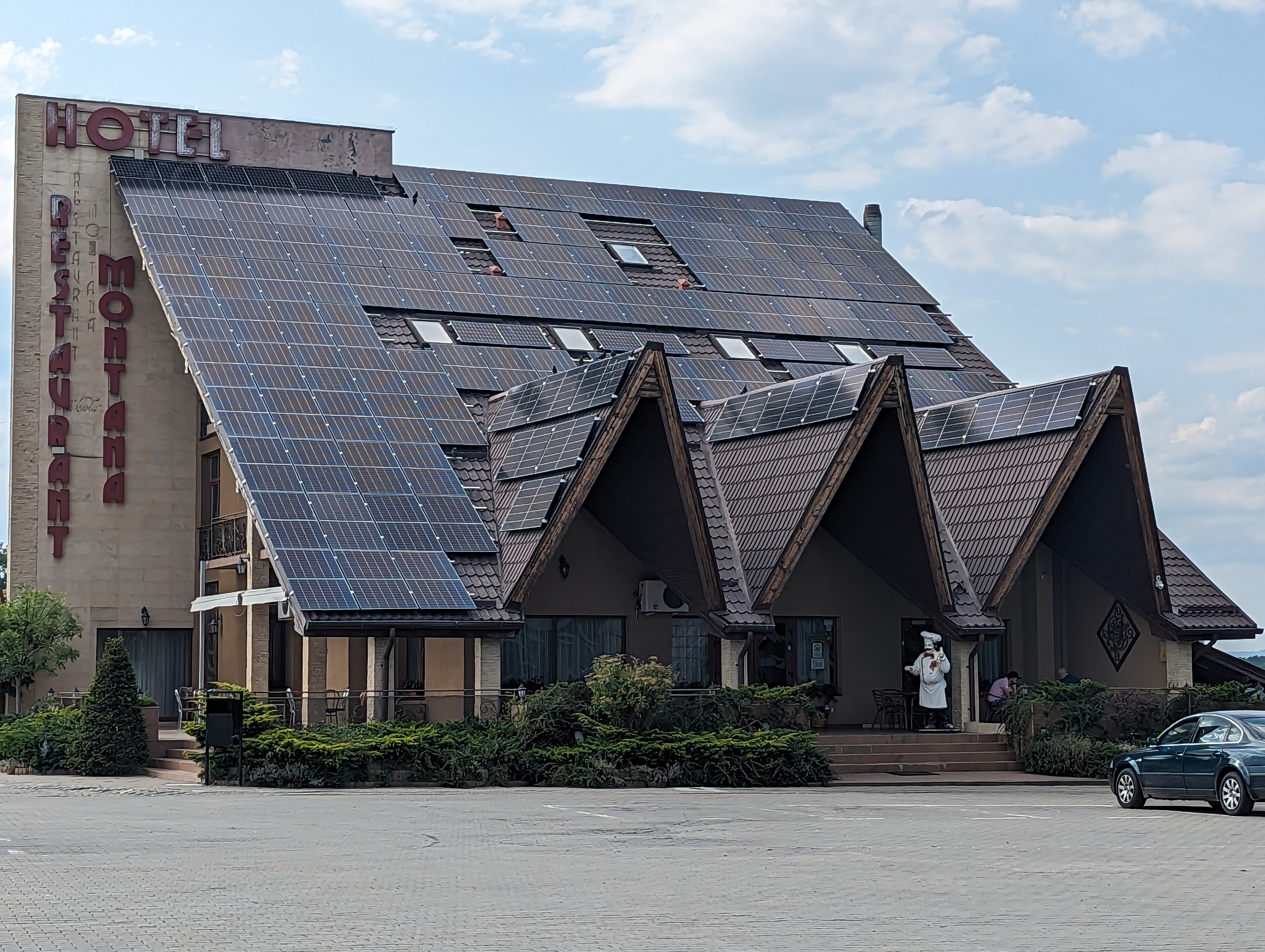
Hôtel Montana à Huedin, 2023.

L'un des projets solaires les plus importants des débuts du solaire en Roumanie a été l'installation en 2006 d'un 30 kWc de panneaux solaires sur le toit de l'Université Politehnica de Bucarest capable de produire 60 MWh d'électricité par an.
En 2010, l'entreprise roumaine Rominterm a installé un total de 600 panneaux solaires à Mangalia dans le Județ de Constanța rendant la ville autosuffisante en eau chaude pendant les mois d'été et fournissant environ 70 % d'eau chauffée pendant les mois d'hiver et une autre installation de 1 150 panneaux solaires utilisés pour la production d'électricité répartis sur une superficie de 1 400 m2. Une autre ville roumaine, Alba Iulia, a installé un total de 1 700 cellules photovoltaïques sur plusieurs bâtiments publics d'une puissance nominale de 257 kW. D'autres villes incluant Giurgiu avec 174 panneaux solaires et d'une capacité installée de 391,5 kW et la station estivale Saturn (en) avec 50 panneaux et 112 kW de capacité installée.

## Projets
De nombreux projets photovoltaïques sont prévus en Roumanie totalisant plus de 200 MW, et parmi ceux-ci, environ 61 MW devait être achevé d'ici 2012. Les deux premières centrales solaires à échelle industrielle du pays sont le parc solaire de Singureni achevé en décembre 2010 et le parc photovoltaïque de Scornicesti, achevé le 27 décembre 2011. Chacun est de 1 MW. Le parc solaire de Covaci sera la plus grande centrale solaire de Roumanie, avec un total de 480 000 panneaux solaires d'une capacité combinée de 35 mégawatts, et sera situé dans le Județ de Timiș. Un autre site important est le parc solaire de Gura Ialomiței dans le Județ de Ialomița qui aura une capacité de 10 mégawatts. D'autres parcs solaires incluent le parc solaire Satu Mare situé dans le Județ de Satu Mare qui aura une capacité de 5 à 8 mégawatts et le parc solaire Sfântu Gheorghe situé dans le Județ de Covasna qui aura une capacité de 2,4 mégawatts. Un projet de 32 MW en quatre sections de 8 MW chacune est prévu pour Gătaia, et un parc solaire de 48 MW est prévu pour Segarcea.

## Soutien du gouvernement
L'État roumain soutient la production d'énergie solaire/photovoltaïque en offrant six certificats verts pour chaque MWh produit et injecté dans le réseau. Un certificat vert sera négocié sur un marché réglementé pour un prix qui varie entre 27 et 55 euros par certificat vert, indexé sur le taux d'inflation de la zone euro. Cependant, en raison du la réduction du coût de la technologie, l'organisme roumain de réglementation de l'énergie (c'est-à-dire L'ANRE) envisage de réduire le nombre de certificats verts au premier semestre 2012. Afin de protéger les intérêts des producteurs solaires/photovoltaïque et pour une orientation appropriée du développement de l'énergie renouvelable en Roumanie, l'Association roumaine de l'industrie photovoltaïque a été créée. L'énergie solaire/photovoltaïque devrait être la deuxième source d'énergie développée la plus active, après l'éolien.